# Stenträskkalven
Stenträskkalven är en sjö i Storumans kommun i Lappland och ingår i Umeälvens huvudavrinningsområde. Sjön har en area på 0,297 kvadratkilometer och ligger 554,5 meter över havet. Stenträskkalven ligger i Vindelfjällen Natura 2000-område. Sjön avvattnas av vattendraget Stenträskbäcken.

## Delavrinningsområde
Stenträskkalven ingår i det delavrinningsområde (726847-152609) som SMHI kallar för Utloppet av Stenträsket. Medelhöjden är 612 meter över havet och ytan är 33,55 kvadratkilometer. Det finns inga avrinningsområden uppströms utan avrinningsområdet är högsta punkten. Stenträskbäcken som avvattnar avrinningsområdet har biflödesordning 4, vilket innebär att vattnet flödar genom totalt 4 vattendrag innan det når havet efter 326 kilometer. Avrinningsområdet består mestadels av skog (76 procent) och sankmarker (12 procent). Avrinningsområdet har 4,16 kvadratkilometer vattenytor vilket ger det en sjöprocent på 12,4 procent.